# Jurij Dalmatin
Jurij Dalmatin (* okolo 1547, Krško – 31. srpna 1589, Lublaň) byl slovinský protestantský teolog a spisovatel.

## Životopis
Narodil se v Kršku, jeho rodina pocházela z Dalmácie. Do osmnácti let studoval v Kršku u Adama Bohoriče, díky němuž byl ovlivněn protestantismem. Následně studoval ve Wirtenbergu a v Bebenhausenu severně od Tübingenu. V srpnu 1566 nastoupil na Univerzitu v Tübingenu. V březnu 1569 se stal bakalářem, v srpnu 1569 magistrem. Svou magisterskou práci De catholica et catholicis disputatio knižně vydal v roce 1672. Studium v zahraničí bylo možné díky Bohoričovi a Primoži Trubarovi. V červenci 1574 se stal vedoucím stavovské školy, v prosince 1574 do srpna 1583 a znovu od února 1584 do února 1585 navštěvoval každých pět až šest týdnů město Kacenštajn, kde vykonával církevní obřady. V dubnu 1580 byl zvolen členem první oficiální kraňské protestantské rady.
Dalmatin dokončil překlad Starého a Nového zákona, přičemž přeložený text měl podporu stavů slovinských provincií. Překlad Bible byl významný především proto, že jím byl položen knižní základ slovinského jazyka a prokázal zralost jazyka pro odborná a umělecká díla. Nejprve byla Bible tištěna v tiskárně Janeze Mandelce v Lublani, ovšem rezolutní odpor lublaňského arcibiskupství a zákaz tisku způsobil, že tisk mohl pokračovat jedině mimo Lublaň. Překlad Bible byl nakonec vydán ve Wittenbergu v roce 1584, tj. ve stejném místě a roce jako Bohoričova Arcticae horulae. S protireformací skončila díla slovinských reformních autorů na hranici, uchráněna byla Bohoričova gramatika a díky výjimce, jež v Římě sjednal biskup Tomaž Hren, i Dalmatinův překlad Bible.
Dalmatin měl manželku Barbaru, s níž měl čtyři děti: Janeze, Katarinu, Elizabetu a Marka.